# Benjamin Zjajo
Benjamin Zjajo (født 15. april 2001) er en dansk-bosnisk fodboldspiller, der spiller for Middelfart Fodbold.

## Karriere

### FC Sydvest
Den 29. januar 2021 blev det offentliggjort, at Kolding IF har udlejet Benjamin Zjajo og Emil Sand til FC Sydvest for resten af sæsonen.

### Middelfart Fodbold
Efter Kolding IF spillede deres sidste hjemmekamp af sæsonen, udløbte Benjamin’s kontrakt med klubben. Den 3. juli 2021 blev det offentliggjort, at Benjamin Zjajo skiftede til Middelfart Fodbold.